# Liste der Flurnamen in Werneuchen
Die Liste der Flurnamen in Werneuchen enthält alle bekannten Flurnamen der brandenburgischen Gemeinde Werneuchen und ihrer Ortsteile.
| Gemarkung    | Flur     | Flurname                | Nutzung   | Bemerkung |
| ------------ | -------- | ----------------------- | --------- | --------- |
| Hirschfelde  | 6 (Lage) | Im Luch                 | Feld      |           |
| Krummensee   | 2 (Lage) | Die Schonungskaveln     | Feld      |           |
| Krummensee   | 2 (Lage) | Hammelwiesen            | Wiese     |           |
| Krummensee   | 2 (Lage) | Hammelwiesen            | Wiese     |           |
| Löhme        | 2 (Lage) | Berlinische Feld        | Feld      |           |
| Löhme        | 2 (Lage) | Bernauer Hufen          | Feld      |           |
| Schönfeld    | 8 (Lage) | Schönfelder Heide       | Wald      |           |
| Seefeld      | 1 (Lage) | An der Welle            | Feld      |           |
| Seefeld      | 1 (Lage) | Kavelberge              | Feld      |           |
| Seefeld      | 1 (Lage) | Mittelfeld              | Feld      |           |
| Seefeld      | 1 (Lage) | Pietzstallfeld          | Feld      |           |
| Seefeld      | 1 (Lage) | Pietzstallfeld          | Feld      |           |
| Seefeld      | 2 (Lage) | Mittelfeld              | Feld      |           |
| Seefeld      | 3 (Lage) | Eckenenden              | Feld      |           |
| Seefeld      | 3 (Lage) | Eckenenden              | Feld      |           |
| Seefeld      | 3 (Lage) | Teufelsgründe           | Feld      |           |
| Seefeld      | 3 (Lage) | Upstall                 | Feld      |           |
| Seefeld      | 3 (Lage) | Upstall                 | Feld      |           |
| Tiefensee    | 2 (Lage) | Im Grund                | Siedlung  |           |
| Tiefensee    | 2 (Lage) | Mittelstücke            | Feld      |           |
| Weesow       | 2 (Lage) | Mittelfeld              | Feld      |           |
| Weesow       | 3 (Lage) | Das kleine Feld         | Feld      |           |
| Werneuchen   | 1 (Lage) | Schmalkuten             | Wald      |           |
| Werneuchen   | 5 (Lage) | Flugplatz Werneuchen    | Flugplatz |           |
| Werneuchen   | 9 (Lage) | Die Hammelwiesen        | Wiese     |           |
| Werneuchen   | 9 (Lage) | Haaken                  | Feld      |           |
| Werneuchen   | 9 (Lage) | Stienitzstücke          | Feld      |           |
| Willmersdorf | 1 (Lage) | Das große Feld          | Feld      |           |
| Willmersdorf | 1 (Lage) | Hufen des großen Feldes | Feld/Wald |           |
| Willmersdorf | 1 (Lage) | Mühlenfeld              | Feld      |           |
| Willmersdorf | 2 (Lage) | Das große Feld          | Feld/Wald |           |
| Willmersdorf | 3 (Lage) | Am Dorfe                | Feld      |           |
| Willmersdorf | 6 (Lage) | Das große Feld          | Feld      |           |
| Willmersdorf | 5 (Lage) | Das kleine Feld         | Feld      |           |
| Willmersdorf | 5 (Lage) | Mühlenfeld              | Feld      |           |
| Willmersdorf | 6 (Lage) | Das große Feld          | Feld      |           |
| Willmersdorf | 6 (Lage) | Mühlenfeld              | Feld      |           |
| Willmersdorf | 6 (Lage) | Plantage                | Wald      |           |